# Luigi Carafa della Stadera, II principe di Stigliano
Don Luigi Carafa della Stadera (1511 – 17 luglio 1576), fu un nobile italiano, figlio del duca e principe Antonio I Carafa della Stadera e membro dell'influente famiglia Carafa.
Fu il II Duca di Mondragone e il II Principe di Stigliano dal 27 giugno 1528 alla morte.

## Biografia

### Nascita e famiglia
Don Luigi nacque nel 1511 in una delle più antiche, importanti ed influenti famiglie nobiliari del Regno di Napoli, quella dei Carafa, ed apparteneva ad uno dei due rami cadetti principali, quello dei Carafa della Stadera. Suo padre era Antonio I Carafa della Stadera, I principe di Stigliano e I duca di Mondragone, mentre sua madre era  Ippolita di Capua (in Enciclopedia Treccani è riportata di nome Beatrice), figlia di Bartolomeo III di Capua, IX conte di Altavilla, e di Roberta Boccapianola.

### Feudatario
Nato primogenito, alla morte del padre, avvenuta il 27 giugno 1528 (in Enciclopedia Treccani è riportato morto nel 1529), ereditò un vasto e proficuo patrimonio feudale, le cui entrate erano valutate intorno ai 6000 ducati, a giudicare dal relevio.
Il patrimonio paterno ereditato comprendeva il Ducato di Mondragone, nella provincia di Terra di Lavoro, e il Principato di Stigliano e i feudi di Alianello, Sant'Arcangelo, Roccanova, Accettura, Gorgoglione, Guardia, Laviano, Castelgrande, Rapone nella provincia di Basilicata.
Ma l'ingenete quantità di feudi ereditati non lo distolse dal fare anch'egli ulteriori acquisizioni. 
Infatti, in Terra di Lavoro, comprò Riardo (nel 1544), Teano per 100.000 ducati (nel 1546), Carinola per 60.000 ducati, il feudo detto "di Madama Porpora" e Roccamonfina (nel 1550). In Terra di Bari, invece, comprò Minervino per 40.000 ducati. Nel 1568 comprò per 48.000 ducati i feudi di Torre di Mare in Terra d'Otranto e di Rocca Imperiale in Basilicata. Altri acquisti furono i feudi di: Volturara in Principato Ultra; Moliterno, Armento, Montemurro in Basilicata; Precina e San Nicandro in Capitanata; Pietravairano, Galluccio e Casafredda in Terra di Lavoro.
Tramite un accordo fatto con uno dei suoi fratelli, Luigi ottiene anche il feudo di Caivano.
Di tutti i suoi numerosi territori, i più proficui e redditizi erano Mondragone, Stigliano, Torre di Mare e San Nicandro, che fruttavano un reddito annuo pari a 13.500-15.000 ducati.
Oltre a tutti questi possedimenti, a Luigi Carafa ne vengono talvolta attribuiti altri ancora. Infatti, il giurista Biagio Aldimari riporta che Luigi acquistò anche Torre del Greco con i casali di Resina, Portici, Cremano e Pietra Bianca; tuttavia tutti questi feudi citati non risultano dal relevio pagato dal suo successore. Ancora, nelle dispense delle Famiglie celebri italiane nella voce Carafa di Napoli, a Luigi vengono fatti ereditare tramite sua madre anche i feudi di Riccia e Supino nel Contado di Molise, ma, come gli altri, anche di questi non si ha notizia dal relevio.

### Dimore
Inoltre, Luigi fu colui che acquistò Villa Sirena a Posillipo, l'antenata del futuro Palazzo Donn'Anna (voluto da una sua discendente, Donn'Anna Carafa della Stadera). Luigi spese 8.000 ducati per comprare l'edificio, a cui successivamente fece apportare modifiche e abbellimenti.
Ancora, ereditò anche quello che poi sarà noto come Palazzo Cellamare a Chiaia. L'edificio faceva parte di un'eredità dell'abate Giovan Francesco Carafa. Luigi, anche in questo caso, fece apportare modifiche e abbellimenti, trasformandolo da casa di campagna a vero e proprio palazzo cittadino.

### Morte
Morì il 17 luglio 1576 e venne succeduto nei titoli e nei feudi dal figlio primogenito Antonio II Carafa della Stadera.

## Matrimoni e discendenza
Luigi, nella sua vita, contrasse due matrimoni.
In prime nozze, nel febbraio 1534, sposò Clarice Orsini, figlia di Gian Giordano Orsini signore di Bracciano e di Felice della Rovere, figlia naturale di papa Giulio II. Dalla loro unione nacque un figlio:
- Antonio Carafa (c. 1542 – 14 agosto 1578), erede e successore del padre.[1]

Poi, in seconde nozze sposò Lucrezia del Tufo, figlia di Giovanni Girolamo del Tufo, II marchese di Lavello, e di Antonia Carafa, baronessa di Orta. Dalla loro unione nacquero due figli:
- Carlo Carafa;[1]
- Maria Carafa[1] (c. 1562 – 29 dicembre 1615), sposò il 17 dicembre 1577 Don Fabrizio Carafa, II duca d'Andria.

## Ascendenza
|                                                                             |                                                |                                             | Genitori                                     |  |  | Nonni                                                   |  |  | Bisnonni                                          |  |
|                                                                             |                                                |                                             |                                              |  |  | Luigi Carafa della Stadera, signore di Rocca Mondragone |  |  | Antonio Carafa della Stadera, patrizio napoletano |  |
|                                                                             |                                                |                                             |                                              |  |  | Luigi Carafa della Stadera, signore di Rocca Mondragone |  |  | Antonio Carafa della Stadera, patrizio napoletano |  |
|                                                                             |                                                | Vannella Boffa Stendardo                    |                                              |  |  | Luigi Carafa della Stadera, signore di Rocca Mondragone |  |  |                                                   |  |
| Antonio Carafa della Stadera, I principe di Stigliano, I duca di Mondragone |                                                |                                             |                                              |  |  | Luigi Carafa della Stadera, signore di Rocca Mondragone |  |  |                                                   |  |
|                                                                             |                                                | Isabella (Bernardina) della Marra           | Guglielmo della Marra, signore di Stigliano  |  |  |                                                         |  |  |                                                   |  |
|                                                                             |                                                | Isabella (Bernardina) della Marra           | Guglielmo della Marra, signore di Stigliano  |  |  |                                                         |  |  |                                                   |  |
|                                                                             |                                                | Isabella (Bernardina) della Marra           | Polissena Sanseverino                        |  |  |                                                         |  |  |                                                   |  |
| Luigi Carafa della Stadera                                                  |                                                | Isabella (Bernardina) della Marra           |                                              |  |  |                                                         |  |  |                                                   |  |
|                                                                             | Bartolomeo III di Capua, IX conte di Altavilla | Francesco di Capua, VIII conte di Altavilla |                                              |  |  |                                                         |  |  |                                                   |  |
|                                                                             | Bartolomeo III di Capua, IX conte di Altavilla | Francesco di Capua, VIII conte di Altavilla |                                              |  |  |                                                         |  |  |                                                   |  |
|                                                                             | Bartolomeo III di Capua, IX conte di Altavilla | Elisabetta Conti, nobile romana             |                                              |  |  |                                                         |  |  |                                                   |  |
| Isabella di Capua                                                           | Bartolomeo III di Capua, IX conte di Altavilla |                                             |                                              |  |  |                                                         |  |  |                                                   |  |
|                                                                             |                                                | Roberta Boccapianola                        | Bernardino Boccapianola, patrizio napoletano |  |  |                                                         |  |  |                                                   |  |
|                                                                             |                                                | Roberta Boccapianola                        | Bernardino Boccapianola, patrizio napoletano |  |  |                                                         |  |  |                                                   |  |
|                                                                             |                                                | Roberta Boccapianola                        | Prudenzia Capece Bozzuto                     |  |  |                                                         |  |  |                                                   |  |
|                                                                             |                                                | Roberta Boccapianola                        |                                              |  |  |                                                         |  |  |                                                   |  |